# Rompetrol
Rompetrol це румунська компанія групи KMG International N. V. (раніше — The Rompetrol Group N. V.) — (міжнародна) нафтова компанія, 51% акцій якої належить китайській CEFC China Energy, решта 49% акцій належить казахстанській національній нафтовій компанії «КазМунайГаз». На сьогоднішній день група компаній KMG International здійснює операції в секторі нафтопереробки, реалізації нафтопродуктів, надання промислових послуг в 12 країнах світу. Основна діяльність компанії зосереджена в регіоні Чорного моря, зокрема в Румунії, де компанія володіє двома нафтопереробними заводами: НПЗ "Petromidia" і НПЗ "Vega". Роздрібна мережа компанії, яка діє під брендом «Rompetrol» включає понад 1100 паливно-розподільних пунктів в Румунії, Грузії, Болгарії, Молдові, і під брендом Dyneff у Франції та Іспанії. Компанія також проводить розвідувальні роботи, надає промислові послуги у сфері EPC і обслуговування свердловин.

## Історія
У 1974 році була утворена компанія Rompetrol S. A. — оператор румунської нафтової промисловості. В 1993 році Rompetrol була приватизована колективом компанії, і її оборот зменшився до рівня нижче 6 мільйонів доларів США. В 1998 році Діну Патріча і група місцевих інвесторів придбали контрольний пакет компанії і збільшили її капітал, забезпечивши значне зростання обороту.
У 1999 році був завершений стабілізаційний процес, і компанія зробила перші кроки з міжнародного розвитку. Була створена група компаній The Rompetrol Group N. V., і група була зареєстрована в Нідерландах.
У тому ж році компанія зробила значне придбання — нафтопереробний завод «Вега», розташований в місті Плоєшті, тільки протягом 9 місяців з моменту придбання дохід заводу збільшився в три рази. Сьогодні, НПЗ «Вега», володіючи столітнім досвідом в галузі нафтопереробки перетворився з класичного нафтопереробного підприємства, у єдиного виробника і постачальника спеціальної продукції і рішень в країні, таких як екологічні розчинники, бітум спеціального призначення, екологічне паливо для опалення, та ін.спеціальної продукції.
У 2000 році The Rompetrol Group придбав Petros — найбільший в Румунії оператор з обслуговування свердловин на нафтових родовищах. Пізніше компанія Petros була перейменована в Rompetrol Well Services S. A., для відповідності єдиним найменуванням групи компаній. Сьогодні компанія є однією з провідних компаній на профільному румунському ринку, що пропонує широкий спектр послуг для нафтових і газових свердловин, включаючи послуги цементування, зміцнення і контролю пескопроявления, порушення припливу при випробуванні свердловин, виробництво канатних робіт, а також спуску обсадних колон. Компанія також здійснює свою діяльність у декількох країнах Східної Європи та Центральної Азії. Крім того, RWS контролює всі поточні проекти зі своєї штаб-квартири, розташованої в Румунії р. Плойешть, надаючи технічну підтримку 13 об'єктів на території Румунії, Казахстану та Болгарії.

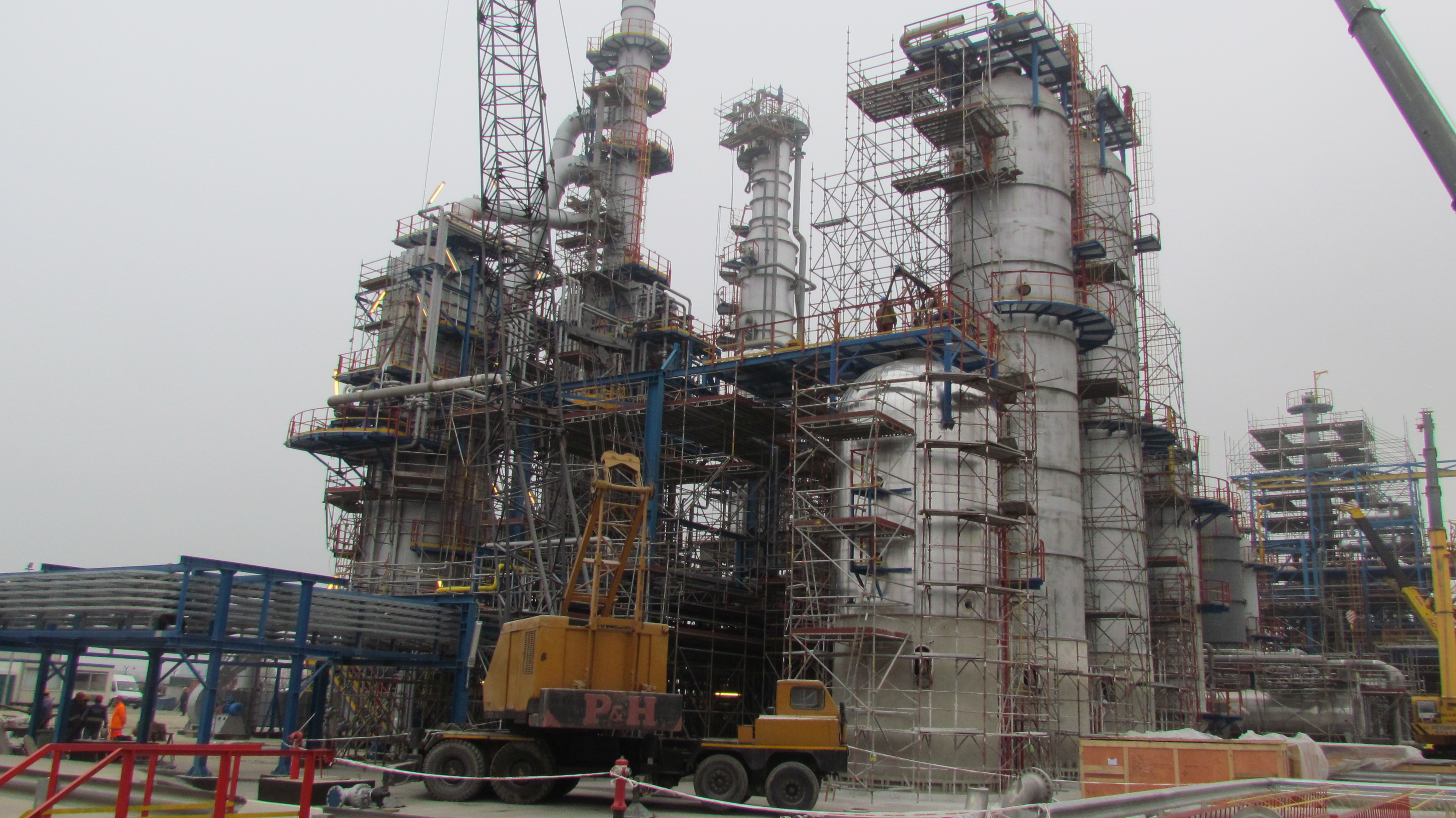
Нафтопереробний завод «Петромидия»

У 2001 році група зробила своє головне надбання - нефтопереробний завод «Петромідія». В подальшому, завод став частиною Rompetrol Rafinare S. A.
У тому ж році була створена компанія Rominserv S. A., яка стала першою в країні інженерно-будівельною компанією в нафтогазовій галузі. Недавнім технологічним успіхом компанії стала програма модернізації НПЗ «Петромидия». Проект, який стартував у 2007 році і завершився в 2013 році, призначався для збільшення переробної потужності заводу до 5 мільйонів тонн у рік, підвищення якості продукції до стандарту Євро-5, поліпшення рівня безпеки відповідно до природоохоронних вимог і правил безпеки праці на платформі.
Також, у жовтні 2001 року, у зв'язку з прийняттям групою Європейських стандартів екологічної безпеки, була заснована компанія Ecomaster, що стала першою в Румунії компанією, що надає екологічний сервіс.
У 2002 році під управлінням створеної компанії Rompetrol Petrochemicals на заводі «Петромидия» були відновлені роботи в галузі нафтохімії. «Ромпетрол Петрокемикалс», що входить до складу Rompetrol Rafinare S. A., є однією з найбільш динамічних і новаторських компаній, що займаються виробництвом і збутом олефінів у Румунії. Ця компанія є єдиним в Румунії виробником поліпропілену і поліетилену, з часом збільшивши також і частку на ринку вторинної продукції.
У 2002 році були відкриті філії в Молдові (Rompetrol Moldova) і Болгарії (Rompetrol Bulgaria), де до 2013 року, група володіла 59 АЗС + великим нафтосховищ в Кишиневі, і 63 АЗС, відповідно.
З 2002 по 2004 рр. австрійська компанія OMV Aktiengeselschaft володіла 25,1 % акцій The Rompetrol Group.
У 2003 році Rompetrol здійснив комплексну програму з розширення мережі автозаправних станцій в Румунії. У рамках стратегії компанії були уніфіковані стандарти якості на всій мережі АЗС. Для розширення мережі і полегшення розподілу палива Rompetrol створив мережу нафтосховищ у ряді регіонів країни (Арад, Крайова, Шимлеу-Силванией, Зэрнешти, Ватра-Дорней, Констанца, Могошоая).
У 2004 році Rompetrol Rafinare S. A. був включений в лістинг Бухарестської фондовій біржі (BVB).
У тому ж році на заводі почав функціонувати Центр контролю та управління (Control Center) — проект по автоматизації процесів, вартістю 33 мільйони доларів США.
Також в 2004 році була заснована дочірня компанія в Швейцарії — KazMunayGas Trading AG (раніше - Vector Energy AG), що спеціалізується на торгівлі нафтою і нафтопродуктами. Компанія «КазМунайГаз Трейдинг АГ» є єдиним оператором у постачанні сирої нафти для НПЗ «Петромидия», де 90% нафти надходить з родовищ національної компанії «KazMunayGas». Компанія також займається управлінням запасами нафтопродуктів на нафтопереробних і роздрібних підрозділах, а також раціоналізацією операцій з продажу палива як компаніям всередині Групи, в Болгарію, Молдову, Грузію, Україну, Францію та Іспанію, так і зовнішнім замовникам в регіоні Чорного моря.
У 2005 році головний офіс The Rompetrol Group N. V. в Нідерландах придбав 100%-ий пакет акцій найбільшого незалежного дистрибьюера нафтопродуктів Франції — Dyneff Group, провідного операції у Франції та Іспанії. Сьогодні це лідируюча компанія в регіоні Лангедок-Руссільон, і її останні показники:
• 2.600.000 куб. м нафтопродуктів, що поставляються на ринок кожен рік;
• 135 АЗС;
• 9 роздрібних агентств у Франції і 1 в Іспанії;
• 2 оптових агентств - у Франції (Монпельє) та Іспанії (Херона);
• 3,200 резервуарів для зберігання нафтопродуктів на робочих об'єктах клієнтів;
• 40 пунктів навантаження нафтопродуктів, що поставляються морським або наземним шляхом, а також за допомогою мережі нафтопроводів;
• 90 одиниць автомобільних цистерн (належать і орендованих компанією), сертифікованих за стандартом ISO 9001 і повністю відповідають стандарту ADR.
У тому ж році група почала діяльність в Албанії та Грузії і відкрила представництво в Москві, яке в подальшому було закрито (2012). Rompetrol Georgia - координує в даний час торговельну мережу з 65 АЗС. Мережа включає в себе Rompetrol АЗС. Крім торгової мережі АЗС, компанія здійснює оптову діяльність через депо в порту Батумі і Тбілісі. Останній має ємністю в 9550 тонн.
Компанія Rompetrol Ukraine була заснована в 2006 році і спеціалізується головним чином в оптовій та роздрібній торговельній діяльності. Разом з тим, компанія стала одним з найбільших імпортерів нафтопродуктів, що поставляються виключно з НПЗ «Петромидия», що є найближчим нафтопереробним підприємством поряд  українського узбережжя Чорного моря. Торговельна діяльність здійснюється через херсонський термінал, розташований на Чорному морі, один термінал, розташований поблизу р. Ізмаїл, на річці Дунай, а також за допомогою трьох нафтобаз, розташованих в Одеській і Вінницькій областях.
В 2007 році перші 75% акцій The Rompetrol Group були придбані казахстанської Національною нафтогазовою компанієюНаціональною компанією «КазМунайГаз». Завдяки цій угоді «КазМунайГаз» отримав доступ до двох нафтопереробним заводам і до великої торговельної мережі з розповсюдження нафтопродуктів.
Приблизно в цей же час компанія The Rompetrol Group розпочала роботу з комплексної модернізації НПЗ "Петромідія", завершену у 2013 році. За результатами проведених робіт на заводі, НПЗ Петромидия — один з найбільш технологічно розвинених, сучасних заводів в регіоні, що відповідає Європейським стандартам з безпеки та охорони навколишнього середовища і випускає різновид палива стандарту Євро-5.
Восени 2008 року Rompetrol і «КазМунайГаз» відкрили морський термінал Media Marine Terminal для сирої нафти в чорноморському порту Мідія. Побудований Буй - морський плавучий термінал для розвантаження нафти розташований у 8,7 км від берегової лінії Чорного моря поруч з нафтопереробним заводом «Петромидия». Термінал може приймати танкери з сирою нафтою, максимальна вантажопідйомність яких становить 160 000 тонн, клас Суэцмакс. Максимальний обсяг транспортування по проекту склав 24 млн тонн сирої нафти на рік. По завершенні проекту судна розвантажують нафту, використовуючи плавучі системи вивантаження через підводні і наземні труби, підведені до парку резервуарів з сирою нафтою і до НПЗ «Петромидия». Проект порівняно з маршрутом через порт Констанца скоротив довжину трубопроводу між танкером і НПЗ на 33 км, а також зменшив витрати приблизно на 7 доларів США за кожну тонну.
Компанія Media Marine Terminal забезпечує експлуатацію морського терміналу групи, а також Причалів № 1-4 (для транзиту нафти) і Причалів № 9-9А, 9Б та 9В (для транзиту нафтопродуктів) в порту Мідія. Морський термінал є одним з найважливіших проектів розвитку торговельної діяльності Групи. Компанія модернізувала і збільшила Причал № 9, додавши 3 нових терміналу, 9А, 9Б та 9В, для триразового збільшення обсягу транзиту готової продукції НПЗ, до 350.000 тонн в місяць.
Були також проведені днопоглиблювальні роботи в районі всіх 7 причалів Групи «Ромпетрол» в порту Мідія, що дозволяють причалювання суден місткістю понад 10 000 тонн дедвейту і барж валовою місткістю 2000 тонн. «Мідія Марін Термінал» забезпечує присутність компаній АТ НК «КазМунайГаз» і «Ромпетрол» в географічній дузі, що з'єднує країни Каспію (Казахстан, Грузію) і Чорного моря (Україну, Молдову, Румунію, Болгарію) з країнами Західної Європи (Франція та Іспанія).
У червні 2009 року Національна компанія «КазМунайГаз» завершила придбання 25 % акцій The Rompetrol Group N. V., що раніше належали компанії Rompetrol Holding S. A., у результаті цієї угоди «КазМунайГаз» став 100%-м власником акцій TRG.
У 2010 році був створений Корпоративний центр групи - KMG Rompetrol S. R. L. (раніше — The Rompetrol Group Corporate Center SRL), що представляє собою нове обличчя керуючої компанії групи, створений з метою візуального виділення належності групи до материнської компанії - своєму єдиному акціонеру – АТ «НК «КазМунайГаз», однієї з найбільших нафтових компаній в Євроазійському регіоні. Координація всієї діяльності групи ведеться за допомогою Корпоративного центру, розташованого в р. Бухарест, Румунія.
TRG Petrol A. S. - в 2011 році був відкритий філіал групи в Туреччині, з метою розширення своєї діяльності та виходу на нові ринки з великим потенціалом. Філія опікується розвитком торгових і оптових операцій, при цьому компанія також планує розвивати роздрібний сегмент, у залежності від ринкових можливостей.
У 2014 році рішенням Ради директорів група була перейменована в KMG International N. V. У 2015 підозріла китайська компанія CEFC China Energy, викупила 51% акцій KMG International N. V.  (колишня Rompetrol Groupe) за які заплатила не менше ніж 680 млн $  KazMunayGas International продовжить поставки сирої нафти для переробки, а китайська компанія планує інвестувати близько 3 млрд.$ в розвиток групи.